# Жагубица (община)
Жагубица (серб. Жагубица) — община в Сербии, входит в Браничевский округ.
Население общины составляет 14 047 человек (2007 год), плотность населения составляет 18 чел./км². Занимаемая площадь — 760 км², из них 48,2 % используется в промышленных целях.
Административный центр общины — село Жагубица. Община Жагубица состоит из 18 населённых пунктов, средняя площадь населённого пункта — 42,2 км².

## Статистика населения общины
| Год  | Население, чел. |
| ---- | --------------- |
| 1991 | 16103           |
| 2001 | 14894           |
| 2002 | 14780           |
| 2003 | 14648           |
| 2004 | 14532           |
| 2005 | 14382           |
| 2006 | 14205           |
| 2007 | 14047           |